# 福山海運
福山海運（日语：／ Fukuyama kaiun */?）為一日本海運公司，其本社位於日本沖繩縣八重山郡與那國町。

## 合資福山海運諸元
- 種類: 合資公司
- 本社所在地: (〒〒907-1801) 沖繩縣八重山郡與那國町85
- 電話號碼: 0980-87-2555
- 業種: 海運業
- 事業内容: 近海旅客・貨物海運業
- 代表者: 外間守吉(代表社員)

## 航路
每週2往返航行於與那國島久部良港與石垣島石垣港之間。

## 船舶
- 船舶一艘，船名: フェリーよなくに(Ferry-Yonakuni；與那國渡輪)（總噸數498t、航海時速17.0節）